# منتخب ليتوانيا لكأس فيد
منتخب ليتوانيا لكأس فيد (بالليتوانية: Lietuvos Fed Cup rinktinė)‏ هو ممثل ليتوانيا الرسمي في كرة المضرب في كأس فيد. تأسس في 1992.